# EA80
EA80 is een in 1979 geformeerde Duitse punkband uit Mönchengladbach.

## Bezetting
Huidige bezetting
- Junge (Martin Kirchner)[2] (zang, gitaar)
- Oddel[3] (basgitaar)
- Hals Maul (Thomas Hütten)[4] (gitaar)
- Nico (Nico von Brunn)[5] (drums)

## Geschiedenis
De band heette aanvankelijk Panzerfaust en hernoemde zichzelf in 1980 tot EA80. De publicaties van EA80 verschenen in eigen distributie en met de hulp van vrienden. Er bestaat geen strategie, geen officieel promotiemateriaal en sinds begin jaren 1990 slechts weinig interviews. Hun weigerachtige houding tegenover de gebruikelijke afzetmechanismen onthult zich ook in de officiële webverschijning, die enkel de bandnaam toont op een zwarte achtergrond met witte letters. In de loop van het bestaan van de band is de bezetting op bas en drums een keer veranderd. Ter gelegenheid van het 40-jarig bestaan van de band is het album 40 uitgebracht, waarop oefenruimte-opnamen staan uit de tijd sinds de oprichting van de band.

## Bijprojecten
Zanger Junge runt een soloproject onder de naam Killer en Killerlady. Hij is ook lid van de band Die Böse Hand, waartoe ook twee leden van de band Boxhamsters (Coburger en Jachimsky) behoren. Junge maakt nog steeds deel uit van de band The Devil in Miss Jones. Hij maakte ook deel uit van de band Pechsaftha, waaronder leden van de bands Klotzs en Grafzahl, evenals wijlen auteur Martin Büsser.
Gitarist Hals Maul is ook lid van de bands Serene Fall en Troops of the Sun.
Drummer Nico is ook lid van de band Panikraum, waar ook de zanger van de band Die Strafe deel van uitmaakt.

## Discografie
- 1981: Jungen + Technik (mc, oplage: 30)
- 1982: Der Mord fällt aus (eerste 7")
- 1983: Vorsicht Schreie
- 1985: 2 Takte später
- 1987: Mehr Schreie
- 1987: Geburtstag (7", oplage: 100)
- 1989: Licht!
- 1989: Dezember (7")
- 1989: 20 (7", oplage: 200)
- 1990: Zweihundertzwei
- 1991, 1993: Punk (mc, cd)
- 1992: Boxhamsters split (7")
- 1992: Schauspiele
- 1992: III (dubbel-cd, bevat de albums 2 Takte später, Mehr Schreie en Licht!)
- 1995: Gladbach soll brennen (7")
- 1995: Grüner Apfel (dubbel 10")
- 1998: Schweinegott
- 1998: Carsten Vollmer-Split (oplage: 667)
- 2000: Hinter den Dingen (10")
- 2000: Klotzs vs. EA80 split (7")
- 2001: Alle Ziele
- 2002: Züri brennt (7", oplage: 80)
- 2002: Little Drummer Boy (oplage: 24)
- 2003: Unser Gießen (Die 5. Jahreszeit) (oplage: 20)
- 2004: EXXX (oplage: 33)
- 2004: Vorsicht Schreie (nieuw ingespeeld 2004)
- 2004: 25 (7", oplage: 150)
- 2007: Reise
- 2008: Mixtape (7", oplage 650)
- 2010: Unser Gießen (5", split-ep met Die Strafe)
- 2011: Definitiv: Nein! (lp/cd)
- 2014: Happy Grindcore split - Electro Napalm Hippie Death (7", oplage: 500)
- 2017: Definitiv: Ja! (lp/cd)